# Psaironeura selvatica
Psaironeura selvatica – gatunek ważki z rodziny łątkowatych (Coenagrionidae). Występuje w Ameryce Centralnej – jest endemitem Kostaryki.